# Австралийская змеешейка
Австралийская змеешейка (лат. Anhinga novaehollandiae) — вид птиц из семейства змеешейковых (Anhingidae). Выделяют два подвида.

## Распространение
Распространены в Австралии, Индонезии и на Папуа-Новой Гвинее. Предпочитает пресноводные или солоноватые водно-болотные угодья.

## Описание
Австралийская змеешейка достигает длины 85—97 см и массы от 1058 до 1815 г; размах крыльев 116—128 см; длина клюва 71—87 мм. Длинная змееобразная шея. Самка отличается от самца белой нижней частью оперения.

## Поведение
Питаются многими австралийскими видами рыб (Retropinna semoni, Nematalosa erebi, Glossamia aprion, Acanthopagrus australis, Leiopotherapon unicolor, Philypnodon grandiceps, Perca fluviatilis, Carassius auratus, Cyprinus carpio. Новогвинейская черепаха Chelodina novaeguineae также является объектом охоты для австралийской змеешейки, как и многие беспозвоночные, в том числе насекомые.
Ископаемые останки известны из нескольких местонахождений в Австралии, датируемых плейстоценом.